# Văn Chung (kịch sĩ)
Văn Chung tên đầy đủ Quách Văn Chung (21 tháng 9 năm 1928 tại Chợ Lớn – 22 tháng 1 năm 2018 tại California, Hoa Kỳ) là một kép hát cải lương nổi bật ở thập niên 1960–1970, danh hài với biệt danh "Hề Té" và đồng thời là một diễn viên người Việt Nam.

## Tiểu sử
Năm 1948, Văn Chung học cổ nhạc với Bảy Quới và được giới thiệu tham gia vào Ban Việt Nam Cổ nhạc Đoàn của Đài phát thanh Pháp Á. Tại đây, ông hát chung với Thanh Hương và được khán giả chú ý.
Năm 1952, Văn Chung kết hôn cùng "đệ nhất đào thương" Thanh Hương, và sau đó vào Đoàn Việt kịch Năm Châu của Nguyễn Thành Châu, cũng tức là cha vợ ông.
Năm 1955, Văn Chung cùng vợ gia nhập đoàn Thanh Minh, đây là thời gian ông được báo giới đánh giá cao.
Năm 1957, ông và Thanh Hương vào đoàn Kim Chưởng, nổi danh với vở Nhặt cánh hoa rơi của soạn giả Thu An.
Từ năm 1960, ông cùng người vợ đầu là nghệ sĩ Thanh Hương tách riêng ra và lập gánh hát Thanh Hương–Văn Chung. Đến năm 1961 thì ông ly dị vợ và gia nhập đoàn Dạ Lý Hương. Tại đây, ông được biết nhiều hơn với vai trò diễn hề ở giữa thập niên 1960, bắt đầu với vở Tiền rừng bạc biển của Nguyễn Phương.
Trước năm 1975, nghệ sĩ Văn Chung là một trong những danh hài nổi tiếng nhất Sài Gòn, cùng thời với Thanh Việt, Khả Năng, Phi Thoàn, Tùng Lâm, Thanh Hoài, Xuân Phát, La Thoại Tân.
Cuối thập niên 1960, Văn Chung kết hôn lần thứ hai với con gái của một doanh nhân. Năm 1992, cả gia đình ông định cư tại Westminster, California, Hoa Kỳ. Ông từng có thời gian dài hợp tác với Trung tâm Vân Sơn, biểu diễn trong các vở hài.

## Sự nghiệp
Văn Chung từng tham gia diễn xuất trong các vở cải lương Tuyệt tình ca, Tìm lại cuộc đời, Khách sạn Hào Hoa, Tiền rừng bạc biển, Gái bán bar, Thảm kịch tuổi xanh, Tướng cướp Ngư Long, Tướng cướp Bạch Hải Đường và các phim điện ảnh Lệnh bà xã, Triệu phú bất đắc dĩ, Chàng ngốc gặp hên, Con ma nhà họ Hứa, Vật đổi sao dời.

## Qua đời
Nghệ sĩ Văn Chung đã trút hơi thở cuối cùng lúc 23 giờ ngày 22 tháng 1 năm 2018, tại Bệnh viện Đại học California tại Irvine Quận Cam, California, Hoa Kỳ, hưởng thọ 90 tuổi.

## Các vai diễn nổi bật
- Tướng cướp Bạch Hải Đường  (vai ông bầu Trung)
- Tuyệt Tình Ca  (vai ông Kim Sa)

## Các tiết mục biểu diễn trên sân khấu hải ngoại

### Trung tâm Mây
| STT | Tiết mục                 | Thể hiện với                        | Chương trình      | Năm  |
| --- | ------------------------ | ----------------------------------- | ----------------- | ---- |
| 1   | Út Khờ Hỏi Vợ            | Ngọc Nuôi, Minh Thành               | Hollywood Night 1 | 1992 |
| 2   | Vợ Chồng Tư Ếch Đám Cưới | Kim Tuyền, Minh Thành               | Hollywood Night 2 | 1992 |
| 3   | Đêm Giáng Sinh Nhớ Đời   | Mai Lệ Huyền, Xuân Phát, Minh Thành | Hollywood Night 3 | 1992 |
| 4   | Thăm Chồng               | Mai Lệ Huyền, Minh Thành            | Hollywood Night 4 | 1993 |

### Trung tâm Vân Sơn
| STT | Tiết mục                                 | Thể hiện với                                                                  | Chương trình | Năm  |
| --- | ---------------------------------------- | ----------------------------------------------------------------------------- | ------------ | ---- |
| 1   | Hậu Sinh Khả Ố                           | Bé Mập, Út Mập                                                                | Vân Sơn 6    | 1997 |
| 2   | Cuộc Phỏng vấn                           | Linh Tuấn                                                                     | Vân Sơn 10   | 1998 |
| 3   | Sơn Tinh Thủy Tinh                       | Vân Sơn, Bảo Liêm, Linh Tuấn                                                  | Vân Sơn 14   | 1999 |
| 4   | Chén Xôi Xui Xẻo                         | Vân Sơn, Quang Minh, Hồng Đào, Linh Tuấn, Giáng Ngọc, Bảo Hiền                | Vân Sơn 14   | 1999 |
| 5   | Chiếc Áo Mới                             | Túy Hồng, Ngọc Phu, Chí Tâm, La Thoại Tân, Hương Huyền, Mỹ Huyền              | Vân Sơn 15   | 2000 |
| 6   | Đắc Kỷ Ho Gà                             | Vân Sơn, Chí Tài, Phượng Mai, Bé Mập, Linh Tuấn                               | Vân Sơn 16   | 2000 |
| 7   | Điều Ước                                 | Ngọc Nuôi                                                                     | Vân Sơn 17   | 2000 |
| 8   | Trùm Sò Mắc Nạn                          | Chí Tài, Bé Mập, Linh Tuấn, Giáng Ngọc                                        | Vân Sơn 17   | 2000 |
| 9   | Hoa Mộc Lan                              | Vân Sơn, Bảo Liêm, Quang Minh, Hồng Đào, Mỹ Trinh, Giáng Ngọc, Ngọc Diễm      | Vân Sơn 18   | 2000 |
| 10  | Tình Làng Nghĩa Xóm                      | Hồng Nga                                                                      | Vân Sơn 19   | 2001 |
| 11  | Thằng Bờm                                | Vân Sơn, Bảo Liêm, Quang Minh, Hồng Đào, Bích Tuyền, Nghĩa Sứa                | Vân Sơn 19   | 2001 |
| 12  | Vọng Cổ Hài                              | solo                                                                          | Vân Sơn 21   | 2001 |
| 13  | Phim: Vật Đổi Sao Dời                    | Vân Sơn, Bảo Liêm, Thanh Trúc, Quang Minh, Hồng Đào, Bé Mập, Anh Thư, Mạc Can | Vân Sơn 22   | 2002 |
| 14  | Tìm Lại Người Xưa                        | Việt Thảo                                                                     | Vân Sơn 24   | 2003 |
| 15  | Rau Nào Sâu Nấy                          | Chí Tài, Giáng Ngọc                                                           | Vân Sơn 26   | 2004 |
| 16  | Cải lương hài: Chuyện Trên Trời Dưới Đất | Chí Tài, Chí Tâm, Bé Mập, Trang Thanh Lan, Lê Huỳnh                           | Vân Sơn 27   | 2004 |
| 17  | Của Chung Của Riêng                      | Chí Tài, Trang Thanh Lan                                                      | Vân Sơn 28   | 2004 |
| 18  | Vỏ Quýt Dày Móng Tay Nhọn                | Chí Tài                                                                       | Vân Sơn 29   | 2005 |
| 19  | Hận Đàn Bà                               | Lê Huỳnh, Mỹ Trinh, Giáng Ngọc, Hoài Tâm                                      | Vân Sơn 30   | 2005 |

### Trung tâm Asia
| STT | Tiết mục                       | Thể hiện với                                | Chương trình | Năm  |
| --- | ------------------------------ | ------------------------------------------- | ------------ | ---- |
| 1   | Duyên Kỳ Ngộ                   | Xuân Phát, Mai Lệ Huyền                     | ASIA 1       | 1992 |
| 2   | Hài kịch                       | Bảo Liêm, Mai Lệ Huyền                      | ASIA 8       | 1995 |
| 3   | Kẻ Không Nhà                   | Túy Hồng, Chí Tài                           | ASIA 37      | 2002 |
| 4   | Cải lương: Hoa Mộc Lan         | Phượng Liên, Hà Phương, Đoàn Thy, Quốc Tuấn | ASIA 41      | 2003 |
| 5   | Cải lương: Tiếng Trống Mê Linh | Ngọc Huyền, Y Phụng, Mạnh Quỳnh, Tuấn Châu  | ASIA 75      | 2014 |

### Trung tâm Thúy Nga
| STT | Tiết mục                      | Thể hiện với                               | Chương trình      | Năm  |
| --- | ----------------------------- | ------------------------------------------ | ----------------- | ---- |
| 1   | Hài kịch: Việt Kiều Hồi Hương | Chí Tài, Kiều Linh, Minh Phượng, Diễm Ngọc | Paris By Night 73 | 2004 |
| 2   | Tân Cổ: Chữ Hiếu, Chữ Tình    | Mạnh Quỳnh, Phi Nhung                      | Paris By Night 82 | 2006 |